# 山东的名称

“山东”的简体字与繁体字

山东省是中华人民共和国华东地区的一个沿海省份，简称“鲁”。“山东”一名作为行政区划名称最早见于金代。除“鲁”以外，山东在明清文献中也被简称为“齐”或“东省”，而在古代文学作品中，山东拥有“齐鲁”、“东鲁”、“海岱”、“山左”、“海右”等别称、雅称。

## “山东”省名的语源
春秋战国时期，“山东”多指崤山或华山以东的地区，战国晚期则多指与秦国抗衡的其他诸侯国及其百姓，时有“山东六国”之称。西汉沿袭了东周以来的用法，但有时也用它专指齐鲁地区。自东汉以后直至宋代，“山东”多泛指太行山以东的地区。北宋至道年间分全国为十五路，今山东省一带属京东路，熙宁年间，京东路以今泰山和沂水为分界线分为京东东路、京东西路。金大定八年（1168年），两路分别改为山东东路、山东西路，“山东”第一次成为政区名称。元代设山东东西道宣慰司，明代设山东承宣布政使司，清代改为山东省后沿用至今。

## 简称及其起源

### 鲁
“鲁”是山东省的简称，源自先秦时期的鲁国。相传清朝末年洋务运动过程中，电报传入中国，为节省电报字数，各省均确定一个字为其简称，山东省的简称被定为“鲁”。至于选择“鲁”而非“齐”的原因，一说是为了避免与代日韻目中代表8日的“齐”混淆，一说是因为避免与河北上报的“冀”混淆。
在抗日战争时期，中国共产党在山东与临省建立的冀鲁边区、冀鲁豫边区、晋冀鲁豫边区、鲁豫皖边区、苏鲁豫皖边区等均使用了“鲁”作为山东的简称。1992年式机动车号牌中也以“鲁”为山东省的简称。

### 齐
历史上也曾有将山东简称为“齐”的现象，例如明末党争中，以给事中山东人亓诗教、周永春为首的政治派系被称为“齐党”。《崇祯实录》中的“又遇骄阳亢旱，吴、越、楚、豫、燕、齐之间”也将山东简称为“齐”。1912年元旦，孙中山在南京就任中华民国临时大总统时，景耀月在孙中山宣誓完毕后代表各省向大总统致颂词时，致辞开头的“惟中华民国元年元月元日，民国第一期大总统孙文莅任。燕、辽、齐、豫、湘、鄂、秦、晋、苏、浙、皖、赣、闽、粤、蜀、滇、桂公民代表等迎迓祝颂而致词曰”中也将山东省简称为“齐”。民国十年（1921年）版的《巨野县志》中也将山东称作“齐”，如“齐苏两省交界之地”等。青岛民国时期“三大会馆”中的齐燕会馆得名于主要成员来源的山东、直隶两省。

### 东省

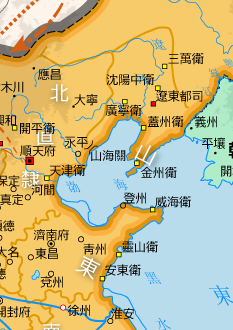
明代的山東等處承宣布政使司管辖山东和辽东都司，在長達长达268年的時間裡一直擔當京師的東部屏障

明清时期的文献中常有以一字加“省”的二字简称来指代各省的情况，如河南被称为“豫省”，福建被称为“閩省”，但山东在此类语境中被提及时，并不被称为“齐省”或“鲁省”，而是被直接称为“山东”，或简称为“东省”。如《硃批諭㫖》中有“豫省之祥符縣，山東之曹州曹縣，與直隷之東明縣、長垣縣交界之處，中界黄河，地方遼闊，抑且犬牙相錯，難以歸併一處管轄”就以“山东”与“豫省”并称；“以理豫省之心兼理東省，可也”，“臣愚以為，督撫奏請歸公之項，如豫省鹽商節禮、東省泰山香規等項，方可奏請歸公以充公用，盖以其非取之於民也”等句则将山东省简称为“东省”。

## 别称

### 齐鲁

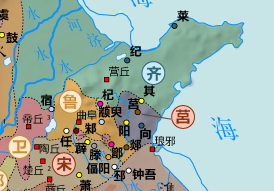
春秋时期山东地区诸侯国

“齐鲁”或“齐鲁大地”是山东省的一个常见别称。“齐鲁”本为先秦时期位于今山东地区的两个诸侯国齐、鲁的合称，两国均建立于西周初年，当时的山东地区主要仍是殷人和东夷人的势力范围，随着两国疆域的不断拓展，至春秋战国时期，两国疆域已经囊括了今山东省的绝大部分地区。战国时期，山东地区的民族融合和人文同化基本完成，齐、鲁两国文化也逐渐融合为一体。战国后期，荀子最早将“齐鲁”作为统一地域概念使用。

### 东鲁
“东鲁”原指鲁国，后也被用来指代山东地区。

### 海岱
“海岱”源于《尚书·禹贡》的“海、岱惟青州”，“海、岱及淮惟徐州”。海岱地区，或称海岱历史文化区，是一个历史地理学的用语，“海”指渤海与黄海，“岱”是泰山的别名，而“海岱”被用来指是泰山与渤海、黄海之间的地区，即今山东半岛，也被常被作为古代山东的统称。

### 山左
山东又称山左，得名于古代坐北朝南，以东为左。明末，黄淳耀著《山左笔谈》，该书记述有山东风土、形势、山川、古迹及海运、备倭诸事。清朝乾隆末年，时任山东学政的阮元和时任山东巡抚的毕沅将两人合撰的金石学著作命名为《山左金石志》。清中期由宋弼、卢见曾、李文藻等人所编纂的一部明代山东诗歌总集则被命名为《山左明诗钞》。

### 海右
“海右”一词最初泛指黄海、东海西岸的近海地区。唐天宝四年（745年），杜甫途经济南，游览大明湖时作《陪李北海宴历下亭》，其中有“海右此亭古，济南名士多”一句。自明代以后，尤其在清代，文人经常用“海右”一词来指称整个山东地区。如明代的历城诗人许邦才、李攀龙有诗集名为《海右倡和集》；明末学者顾炎武《劳山歌》中有“自此一山奠海右，截然世界称域中”；明末清初的德州诗人程先贞自号“海右陈人”，有诗集名为《海右陈人集》；清初诗人王士禛《香祖笔记》中有列举了“海右六郡”诗人五十位也是遍布山东全省。青岛市在2019年开馆的私人博物馆海右博物馆也是以此别称命名。

## 美誉

### 孔孟之乡
山东有“孔孟之乡，礼仪之邦”的美誉。孔子和孟子是先秦儒家的两位代表人物，在尊崇儒家学说的中国古代具有崇高的地位，孔子是鲁国陬邑人，陬邑位于今山东曲阜，孟子是邹国人，邹国位于今山东邹城，孔孟二人的故乡均位于今山东省境内，因此山东被誉为“孔孟之乡”。

## 备注
1. ↑  由于曲阜和邹城均属于山东省济宁市，因此“孔孟之乡”有时也特指济宁